# Somerset (Ohio)
Pour les articles homonymes, voir Somerset (homonymie).
Somerset est un village du comté de Perry dans l'Ohio aux États-Unis, dont la population était de 1 549 habitants en 2000.